# Сатик (Арђеш)
Сатик (рум. Sătic) насеље је у Румунији у округу Арђеш у општини Рукар. Oпштина се налази на надморској висини од 791 m.

## Становништво
Према подацима из 2002. године у насељу је живело 174 становника, од којих су сви румунске националности.